# Dru Joyce
Dru Joyce III (Akron, 29 gennaio 1985) è un ex cestista e allenatore di pallacanestro statunitense.

## Curiosità
Joyce recita in un cameo nel film documentario More Than a Game.